# Бордън (остров)
Остров Борден (на английски: Borden Island) е 25-ият по големина остров в Канадския арктичен архипелаг. Площта му е 2795 км2, която му отрежда 31-во място в Канада и 132-ро в света. Административно островът попада в канадските Северозападни територии, а частта му на изток от 110° з.д. – в територия Нунавут. Островът е необитаем.
Остров Борден се намира в най-северозападната част на архипелага, като на юг протока Уилкинс (ширина 18 км) го отделя от остров Макензи Кинг, а широкия 100 км проток Принц Густав Адолф – от остров Елеф Рингнес на идток. На север се простират вечно замръзналите води на Северния ледовит океан.
Бреговата му линия с дължина от 418 км е слабо разчленена. От изток на запад островът е дълъг 92 км, а от север на юг – 55 км.
Релефът на север и изток е равнинен, а в югозападната част нискохълмист с максимална височина от 105 м. Остров Борден се различава от останалите острови в архипелага по точа, че на него няма езера, които са харастерни за повечето острови, но има множество къси реки и ручеи.
На запад от острова се намират 25 малки острова под името Дженъс (Jenness island cluster), а покрай северното крайбрежие има множество малки островчета и скали.
На 19 юни 1915 канадският полярен изследовател Вилялмур Стефансон открива югозападното крайбрежие на острова и го назовава Борден, на името на тогавашния (1911-1920) премиер-министър на Канада Робърт Бордън (1854-1937). Чак през 1947 канадски изследователи установяват, че открития от Стефансон остров се състои от три отделни острова, на които дават имената Брок на запад, Борден на север и Макензи Кинг на юг.
|  | Тази страница частично или изцяло представлява превод на страницата Borden Island в Уикипедия на английски. Оригиналният текст, както и този превод, са защитени от Лиценза „Криейтив Комънс – Признание – Споделяне на споделеното“, а за съдържание, създадено преди юни 2009 година – от Лиценза за свободна документация на ГНУ. Прегледайте историята на редакциите на оригиналната страница, както и на преводната страница, за да видите списъка на съавторите. ВАЖНО: Този шаблон се отнася единствено до авторските права върху съдържанието на статията. Добавянето му не отменя изискването да се посочват конкретни източници на твърденията, които да бъдат благонадеждни. |